# محمد مسلمی‌پور
محمّد مسلمی‌پور (زاده ۴ خرداد ۱۳۷۶ در تبریز) یک بازیکن فوتبال اهل ایران است. وی در باشگاه فوتبال مس سونگون ورزقان بازی می‌کند.
وی بازیکن سابق سپاهان اصفهان و باشگاه فوتبال آلومینیوم است که در پست مدافع چپ بازی میکند.

## افتخارات
باشگاهی
- لیگ برتر
- نایب قهرمانی در لیگ برتر فوتبال ایران ۹۸–۱۳۹۷ به همراه تیم سپاهان اصفهان